# Josef Kollmer
Josef Kollmer, född 26 februari 1901, död 24 januari 1948 i Kraków, var en tysk SS-Obersturmführer. 
I oktober 1941 blev Kollmer medlem av Waffen-SS och kommenderades till Auschwitz, där han förde befäl över olika vaktkonstellationer. Efter att momentant ha tjänstgjort i Mittelbau-Dora återkom han till Auschwitz i maj 1944. Under sin tid där deltog han vid gasningar samt vid arkebuseringar vid den så kallade svarta väggen mellan Block 10 och Block 11.
Vid Auschwitzrättegången i Kraków 1947 dömdes Kollmer till döden genom hängning. Han avrättades i slutet av januari 1948.